# Pristava pri Šentjerneju
Pristava pri Šentjerneju este o localitate din comuna Šentjernej, Slovenia, cu o populație de 50 de locuitori.